# Puchar Polski 2012-2013
Il Puchar Polski 2012-13 fu la 59ª Coppa di Polonia di calcio e si tenne tra il 18 luglio 2012 e l'8 maggio 2013.
Il Legia Varsavia ha vinto il trofeo per la sedicesima volta, la terza consecutiva.

## Primo turno preliminare
Hanno partecipato a questo turno le 35 squadre di II liga e le 16 vincitrici delle coppe provinciali. Il Pelikan Łowicz è stato ammesso direttamente al secondo turno preliminare.
| Squadra 1                | Risultato         | Squadra 2                    |
| ------------------------ | ----------------- | ---------------------------- |
| 18 luglio 2012           |                   |                              |
| Kaszubia Kościerzyna     | 1 – 3 (dts)       | Stomil Olsztyn               |
| Kotwica Kołobrzeg        | 2 – 0             | Elana Toruń                  |
| Sokół Ostróda            | 2 – 1             | Jeziorak Iława               |
| ŁKS Łomża                | 0 – 3             | Świt NDM                     |
| Cuiavia Inowrocław       | 1 – 2             | Nielba Wągrowiec             |
| Luboński KS              | 3 – 0             | Calisia Kalisz               |
| Lechia Zielona Góra      | 1 – 2             | Chrobry Głogów               |
| Sokół Aleksandrów Łódzki | 1 – 0             | Znicz Pruszków               |
| Legia Varsavia II        | 2 – 1             | Motor Lublino                |
| Bogdanka II              | 3 – 0             | KSZO Ostrowiec Świętokrzyski |
| Łysica Bodzentyn II      | 3 – 0             | Stal Stalowa Wola            |
| Stary Śleszów            | 0 – 3             | Górnik Wałbrzych             |
| Odra                     | 1 – 3             | GKS Tychy                    |
| Polonia Łaziska Górne    | 2 – 4             | Puszcza Niepołomice          |
| Limanovia Limanowa       | 2 – 0             | Raków Częstochowa            |
| Piast Tuczempy           | 1 – 1 (1 – 4 dtr) | Garbarnia Cracovia           |
| Bałtyk Gdynia            | 2 – 0             | Bytovia Bytów                |
| Miedź Legnica            | 3 – 0             | Czarni Żagań                 |
| Sokół Sokółka            | 0 – 6             | Wigry Suwałki                |
| Chojniczanka Chojnice    | 2 – 2 (5 – 4 dtr) | Jarota Jarocin               |
| Tur Turek                | 0 – 0 (4 – 3 dtr) | Kluczbork                    |
| Ruch Zdzieszowice        | 2 – 0             | Rybnik                       |
| Wisła Puławy             | 1 – 3             | Pogoń Siedlce                |
| Resovia Rzeszów          | 2 – 3 (dts)       | Okocimski Brzesko            |
| Zagłębie Sosnowiec       | 2 – 1             | Stal Rzeszów                 |

## Secondo turno preliminare
Hanno partecipato a questo turno le vincenti del primo turno preliminare. Stomil Olsztyn e Sokół Aleksandrów Łódzki sono passate automaticamente al primo turno.
| Squadra 1           | Risultato         | Squadra 2             |
| ------------------- | ----------------- | --------------------- |
| 24 luglio 2012      |                   |                       |
| Legia Varsavia II   | 2 – 1             | Bogdanka II           |
| 25 luglio 2012      |                   |                       |
| Kotwica Kołobrzeg   | 0 – 0 (5 – 4 dtr) | Bałtyk Gdynia         |
| Sokół Ostróda       | 1 – 0             | Świt NDM              |
| Luboński KS         | 3 – 1             | Nielba Wągrowiec      |
| Chrobry Głogów      | 1 – 2             | Miedź Legnica         |
| Łysica Bodzentyn II | 5 – 1             | Pogoń Siedlce         |
| Górnik Wałbrzych    | 2 – 0             | GKS Tychy             |
| Limanovia Limanowa  | 2 – 1             | Garbarnia Cracovia    |
| Ruch Zdzieszowice   | 2 – 1             | Tur Turek             |
| Wigry Suwałki       | 2 – 2 (6 – 5 dtr) | Chojniczanka Chojnice |
| Puszcza Niepołomice | 2 – 2 (4 – 5 dtr) | Okocimski Brzesko     |
| Pelikan Łowicz      | 3 – 2             | Zagłębie Sosnowiec    |

## Primo turno
| Squadra 1                | Risultato         | Squadra 2          |
| ------------------------ | ----------------- | ------------------ |
| 31 luglio 2012           |                   |                    |
| Pelikan Łowicz           | 2 – 1             | Kolejarz Stróże    |
| Okocimski Brzesko        | 1 – 1 (4 – 2 dtr) | Polonia Bytom      |
| Stomil Olsztyn           | 2 – 3             | Bogdanka           |
| Arka Gdynia              | 0 – 1             | Olimpia Elbląg     |
| 1º agosto 2012           |                   |                    |
| Limanovia Limanowa       | 0 – 1             | Piast Gliwice      |
| Luboński KS              | 4 – 2             | GKS Katowice       |
| Łysica Bodzentyn II      | 1 – 2             | Wisła Płock        |
| Ruch Zdzieszowice        | 0 – 5             | Flota Świnoujście  |
| Górnik Wałbrzych         | 4 – 1             | Sandecja Nowy Sącz |
| Legia Varsavia II        | 2 – 4 (dts)       | Polkowice          |
| Olimpia Grudziądz        | 1 – 0 (dts)       | Pogoń Stettino     |
| Sokół Aleksandrów Łódzki | 0 – 5             | Zawisza Bydgoszcz  |
| Miedź Legnica            | 2 – 1             | Dolcan Ząbki       |
| Wigry Suwałki            | 1 – 2             | Nieciecza          |
| Kotwica Kołobrzeg        | 0 – 4             | Warta Poznań       |
| Sokół Ostróda            | 3 – 0             | Ruch Radzionków    |

## Sedicesimi di finale
| Squadra 1         | Risultato   | Squadra 2        |
| ----------------- | ----------- | ---------------- |
| 4 agosto 2012     |             |                  |
| Polkowice         | 0 – 1       | Śląsk Breslavia  |
| 5 agosto 2012     |             |                  |
| Okocimski Brzesko | 0 – 4       | Legia Varsavia   |
| 11 agosto 2012    |             |                  |
| Luboński KS       | 0 – 5       | Wisła Cracovia   |
| Wisła Płock       | 2 – 4       | Zagłębie Lubin   |
| Bogdanka          | 1 – 2 (dts) | Lechia Danzica   |
| Olimpia Elbląg    | 1 – 2 (dts) | Korona Kielce    |
| Nieciecza         | 0 – 2       | GKS Bełchatów    |
| Górnik Wałbrzych  | 2 – 1       | ŁKS              |
| Flota Świnoujście | 2 – 1       | Górnik Zabrze    |
| Warta Poznań      | 1 – 0       | Podbeskidzie     |
| Piast Gliwice     | 1 – 0       | Widzew Łódź      |
| Sokół Ostróda     | 1 – 8       | Jagiellonia      |
| Zawisza Bydgoszcz | 0 – 2       | KS Cracovia      |
| 12 agosto 2012    |             |                  |
| Pelikan Łowicz    | 0 – 1       | Ruch Chorzów     |
| Miedź Legnica     | 1 – 3       | Polonia Varsavia |
| Olimpia Grudziądz | 2 – 1 (dts) | Lech Poznań      |

## Ottavi di finale
| Squadra 1         | Risultato         | Squadra 2         |
| ----------------- | ----------------- | ----------------- |
| 25 settembre 2012 |                   |                   |
| Warta Poznań      | 0 – 1             | Wisła Cracovia    |
| Ruch Chorzów      | 3 – 1 (dts)       | Korona Kielce     |
| 26 settembre 2012 |                   |                   |
| Piast Gliwice     | 1 – 2             | Legia Varsavia    |
| Śląsk Breslavia   | 3 – 0             | GKS Bełchatów     |
| 27 settembre 2012 |                   |                   |
| Górnik Wałbrzych  | 1 – 3             | Olimpia Grudziądz |
| 2 ottobre 2012    |                   |                   |
| Zagłębie Lubin    | 2 – 1             | Polonia Varsavia  |
| 3 ottobre 2012    |                   |                   |
| Flota Świnoujście | 2 – 2 (8 – 7 dtr) | KS Cracovia       |
| Jagiellonia       | 2 – 2 (5 – 4 dtr) | Lechia Danzica    |

## Quarti di finale
| Squadra 1                   | Totale | Squadra 2         | Andata | Ritorno |
| --------------------------- | ------ | ----------------- | ------ | ------- |
| 26 febbraio / 26 marzo 2013 |        |                   |        |         |
| Legia Varsavia              | 6 – 2  | Olimpia Grudziądz | 4 – 1  | 2 – 1   |
| 27 febbraio / 13 marzo 2013 |        |                   |        |         |
| Zagłębie Lubin              | 2 – 3  | Ruch Chorzów      | 2 – 2  | 0 – 1   |
| 27 febbraio / 27 marzo 2013 |        |                   |        |         |
| Śląsk Breslavia             | 5 – 2  | Flota Świnoujście | 3 – 2  | 2 – 0   |
| 28 febbraio / 12 marzo 2013 |        |                   |        |         |
| Wisła Cracovia              | 6 – 2  | Jagiellonia       | 2 – 0  | 4 – 2   |

## Semifinali
| Squadra 1           | Totale | Squadra 2      | Andata | Ritorno |
| ------------------- | ------ | -------------- | ------ | ------- |
| 9 / 16 aprile 2013  |        |                |        |         |
| Ruch Chorzów        | 1 – 2  | Legia Varsavia | 0 – 0  | 1 – 2   |
| 10 / 17 aprile 2013 |        |                |        |         |
| Śląsk Breslavia     | 5 – 3  | Wisła Cracovia | 2 – 1  | 3 – 2   |

## Finale
| Squadra 1       | Totale | Squadra 2      | Andata | Ritorno |
| --------------- | ------ | -------------- | ------ | ------- |
| Śląsk Breslavia | 1–2    | Legia Varsavia | 0 – 2  | 1 – 0   |

### Andata
| Arbitro: | Szymon Marciniak |

|  |           |                     |
|  | Marcatori | 32’, 44’ Saganowski |

### Ritorno
| Arbitro: | Paweł Gil |

|  |           |                     |
|  | Marcatori | 32’ (aut.) Żewłakow |